# Дощовий черв'як звичайний
Звичайний дощовий черв'як[джерело?], або дощовик звичайний, дощовик земляний (Lumbricus terrestris) — великий червонуватий дощовий черв'як, батьківщиною якого є Європа. Нині також широко поширений по всьому світу (разом з іншими видами люмбрицидів), завезений людиною разом із культурними рослинами. Живе у ґрунті, живиться рослинними рештками, перегноєм.

## Будова
У дощового черв'яка розрізняють головний відділ, тулубовий і анальну лопать. У передній частині є потовщення — поясок. Тіло, як і всіх кільчастих червів, поділене на сегменти, кожен з яких заповнений целомічною рідиною, яка допомагає їм витримувати тиск ґрунту над ними. Трубчаста травна система дає змогу черв'якам пропускати через неї ґрунт, збільшуючи його родючість. З органів чуттів у кільчастого черв'яка є вусики, вічка, органи рівноваги, які частіше розміщені на головному відділі. Дощовий черв'як здатен до регенерації, тобто відновлення втрачених частин тіла. Якщо дощового черв'яка розрізати на дві частини, то у кожної з них відновляться втрачені органи.
Травлення: Через рот у м'язисту глотку їжа потрапляє до стравоходу, куди відкриваються особливі залози, секрет яких знешкоджує ґрунтові кислоти. Потім їжа потрапляє у воло і м'язистий шлунок. Завдяки скороченням м'язів їжа перетирається і надходить до кишковика, де поживні речовини всмоктуються в кров. Неперетравлені рештки виводяться через анальний отвір[джерело?].

## Статева система
Статева система складається із жіночих гонад (яєчників), що становлять комплекс статевих клітин, оточених епітелієм, і чоловічих гонад (сім'яників), що лежать усередині містких мішків.
Дощові черви — гермафродити.